# Røde lejesvende
Røde lejesvende er et udtryk der bruges i nedsættende sammenhæng om personer, der anses som venstreorienterede håndlangere.

Udtrykket blev først brugt af den tidligere Venstre-minister Jens Sønderup i februar 1968: 
| „ | Skal regeringen Baunsgaard dolkes og ødelægges af fjernsynets røde lejesvende? | “ |

 Han skrev det om tv-journalisterne Ole Andreasen, Lasse Budtz, Helge Lorenzen og Jakob Nielsen i læserbreve. Journalisterne havde i et tv-interview krydsforhørt statsminister Hilmar Baunsgaard, udenrigsminister Poul Hartling og finansminister Poul Møller. Der blev efterfølgende anlagt sag om ærekrænkelse mod Jens Sønderup af Dansk Journalistforbund, og Jens Sønderup tabte sagen. Udtrykket blev hurtigt kendt og blev derefter jævnlig brugt af blandt andre Erhard Jakobsen. (Selv benægtede han at have brugt udtrykket, vel vidende at Jens Sønderup havde fået dom for, at udtrykket var ærekrænkende) 
En undersøgelse foretaget af analysefirmaet Megafon i januar 2010 viste at 30% af de adspurgte mente, at DR var domineret af "røde lejesvende", mens tilsvarende kun 14% mente at TV 2s journalister var domineret af røde lejesvende.  I maj 2010 udkom bogen Kunsten at holde balancen af professor Erik Albæk, adjungeret professor Claes Holger de Vreese samt adjunkt, ph.d. David Nicolas Hopmann, alle fra Center for Journalistik på Syddansk Universitet.
Den er en undersøgelse af tv-nyhedernes dækning af folketingsvalgkampe, journalisters politiske ståsted samt befolkningens opfattelse af denne. Undersøgelsen kunne ikke understøtte, at dækningen på DR skulle være venstreorienteret.
Undersøgelsen finder, at regeringsblokken (regeringen og støtteparti) er mere synlig i valgdækningen.
Tonen er svagt negativ over for politikerne, men partipolitisk balanceret.
Forfatterne viser endvidere, at journalister generelt befinder sig på midten af det politiske spektrum, med en overvægt af stemmer til Radikale Venstre sammenlignet med hele den danske befolknings stemmetendens. Samtidig fortæller bogen, at DR i 2008 fik 60 klager over den politiske dækning, 29 af disse klager gik på at DRs politiske dækning var tendentiøs til fordel for højrefløjen i dansk politik, mens 31 klagede over en politisk dækning der var tendentiøs til fordel for venstrefløjen i dansk politik.. Undersøgelsens hovedresultater er blevet opsummeret i en kronik i Berlingske Tidende.
I september 2010 udsendte Danmarks Radio en dokumentarserie i tre dele, Jagten på de røde lejesvende ved instruktør Jacob Rosenkrands, hvor forhenværende DR-medarbejderes politiske sympatier blev kritisk undersøgt. Serien affødte en heftig debat i medierne.
Allerede før serien havde premiere kaldte Jens Nauntofte, der var blandt de journalister, der blev interviewet, dokumentaren for grov manipulation. Også tidligere TV-direktør i DR, Bjørn Erichsen blev interviewet og har efterfølgende kritiseret klipningen af dette indslag. De øvrige interviewede "lejesvende" var Egon Clausen, Kjeld Koplev, Per Schultz, Ole Sippel og Ruth Sperling.
Kulturminister Per Stig Møller, der var ansat i DR fra 1973 til 1984, deltog ligeledes i debatten og fremhævede, at "de ræverøde styrede ikke DR".  Set i en helhed havde der været balance i DR's programudbud, hævdede han. 
Forfatteren og den tidligere kommunist Peter Øvig Knudsen forsvarede i et læserbrev Jacob Rosenkrands' journalistik og kaldte på selvransagelse blandt de tidligere "lejesvende". Rosenkrands opsummerede i en kronik sine indfaldsvinkler til de kritiserede interviews og fremhævede, at hans spørgsmål var koncentreret om emner, der havde været behandlet i Radiorådet med henblik på at portrættere en tid,
"hvor nogle medarbejdere kaldte hinanden "kammerater", og hvor redaktionsmøder kunne ende i en slags forhandlingsspil om, hvilke gæster og synspunkter der skulle have lov at komme på den dag". Dokumentaren havde derimod ikke sigtet mod at vurdere, om "de røde lejesvende" dominerede DR's programflade, sammenfattede han sin tilbagevisning af kritikken.